# Pechin

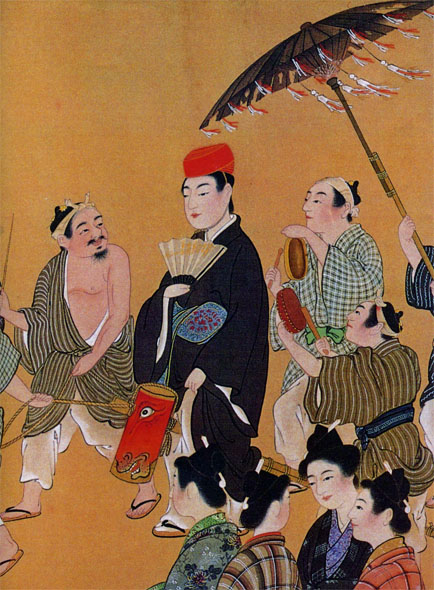
Representació d'un casament.

Els pechin (亲 云 上) són l'equivalent dels samurais japonesos a Okinawa i Ryukyu. Al Regne de Ryukyu (Okinawa), els guerrers de la classe pechin es deien a si mateixos samurais, de manera que s'empren indistintament els termes «pechin», «samurai de Ryukyu» i «samurai d'Okinawa». Els pechin formaven part d'un complex sistema de castes que es va mantenir durant segles a Okinawa. Constituïen la classe guerrera encarregada de fer complir la llei i proporcionar defensa militar a la nació, el regne d'Okinawa o el de Ryukyu. El color del barret denotava el rang específic d'un samurai d'Okinawa.